# Ligament thyro-hyoïdien médian
Le ligament thyro-hyoïdien médian est un épaississement de la membrane thyro-hyoïdienne.
Il relie le sommet inférieur de l'incisure supérieure du cartilage thyroïde au corps de l'os hyoïde.
Ses portions latérales plus fines sont percées par les vaisseaux laryngés supérieurs et la branche interne du nerf laryngé supérieur.
Sa face antérieure est en relation avec les muscles thyro-hyoïdien, sterno-hyoïdien et omo-hyoïdien.